# 5-Фторурацил
Флюороурацил (Фторурацил) — противоопухолевый препарат из группы антиметаболитов, антагонистов пиримидинов.

## Фармакологическое действие
Ингибирует процесс деления клеток путём блокирования синтеза ДНК (вследствие угнетения активности фермента тимидилатсинтетазы) и образования структурно несовершенной РНК (вследствие внедрения фторурацила в её структуру).

## Фармакокинетика
Проникает через ГЭБ. Быстро метаболизируется в тканях с образованием активного метаболита — фторуридинмонофосфата. Катаболическое расщепление происходит в печени.
Период полувыведения фторурацила в начальной фазе составляет 10—20 мин. Конечный T1/2 может составлять около 20 ч, по-видимому, вследствие депонирования метаболитов в тканях.
Выводится через дыхательные пути — 60—80 % в виде диоксида углерода, а также почками — 7—20 % в неизмененном виде.

## Показания
- рак кожи
- рак толстой кишки
- рак прямой кишки
- рак молочной железы
- рак желудка
- рак печени
- карцинома эндометрия
- рак яичников
- рак мочевого пузыря
- рак поджелудочной железы

## Режим дозирования
Устанавливают индивидуально, в зависимости от показаний и стадии заболевания, состояния кроветворной системы, схемы противоопухолевой терапии.

## Побочное действие
- Со стороны пищеварительной системы: диарея, стоматит, эзофагит, тошнота, рвота.
- Со стороны системы кроветворения: анемия, лейкопения, тромбоцитопения.
- Со стороны системы свертывания крови: геморрагии.
- Со стороны ЦНС: атаксия, неврит зрительного нерва, головная боль, нистагм, нарушения зрения, светобоязнь, эйфория, спутанность сознания, дезориентация.
- Со стороны сердечно-сосудистой системы: ишемия миокарда, стенокардия, тромбофлебит.
- Со стороны репродуктивной системы: азооспермия, аменорея.
- Дерматологические реакции: алопеция, дерматит, нарушения пигментации кожи.
- Аллергические реакции: крапивница, бронхоспазм.

## Противопоказания
Язвенная болезнь желудка и двенадцатиперстной кишки в фазе обострения, кровотечения любой локализации, высокая степень риска желудочно-кишечных кровотечений; выраженная анемия, лейкопения, тромбоцитопения; беременность.

## Беременность илактация
Фторурацил противопоказан при беременности. В случае необходимости применения в период лактации следует прекратить грудное вскармливание. Женщины детородного возраста должны применять надежные методы контрацепции во время терапии фторурацилом. В экспериментальных исследованиях установлено тератогенное и эмбриотоксическое действие фторурацила.

## Особые указания
Не рекомендуется применение фторурацила у пациентов с ветряной оспой (в том числе недавно перенесенной или после контакта с заболевшими), опоясывающим герпесом и другими острыми инфекционными заболеваниями.
С осторожностью применяют фторурацил у больных, ранее получавших цитотоксические препараты или лучевую терапию.
Не рекомендуют проводить вакцинацию пациентов и членов их семей на фоне терапии.
При нарушениях функции печени или почек следуют применять более низкие дозы.
При появлении стоматита или диареи лечение необходимо прекратить до исчезновения этих симптомов.
Перед началом и в процессе терапии фторурацилом следует контролировать картину периферической крови, лабораторные показатели функции печени и почек. Наиболее значительное снижение количества лейкоцитов обычно наблюдается между 9-м и 14-м днём первого курса терапии, но возможна отсроченная миелосупрессия (до 20 дней). Нормализация количества лейкоцитов происходит к 30-му дню.
В экспериментальных исследованиях установлено канцерогенное и мутагенное действие фторурацила.
Фторурацил в виде раствора для инъекций, концентрата для инфузий включен в Перечень ЖНВЛС.

## Лекарственное взаимодействие
При одновременном применении с другими препаратами, вызывающими миелодепрессию, возможно аддитивное угнетение функции костного мозга; с интерфероном альфа-2b — возможно увеличение начальной концентрации фторурацила в плазме крови и уменьшение клиренса фторурацила. У пациентов с колоректальным раком при одновременном применении с метронидазолом возможно повышение токсичности фторурацила.
В случае предшествующего применения фторурацила возможно ингибирование цитотоксического действия паклитаксела. В случае предшествующего применения циметидина возможно повышение концентрации фторурацила в плазме крови.
При одновременном применении с аллопуринолом, метотрексатом возможное изменение противоопухолевого действия фторурацила; с кальция фолинатом – возможно усиление противоопухолевого и токсического действия фторурацила, особенно на ЖКТ.